# Musik-Klein

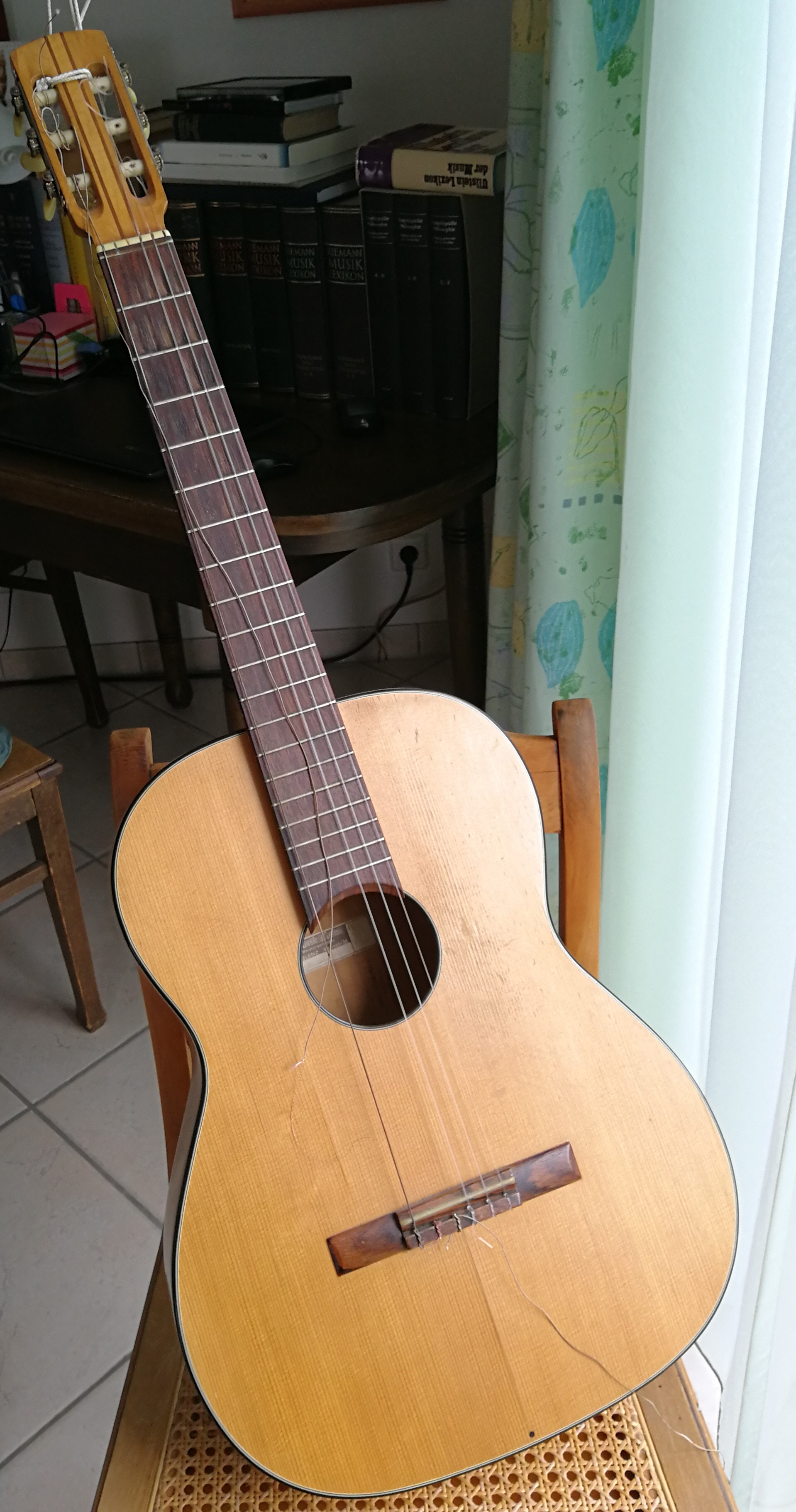
Gitarre von Musik-Klein

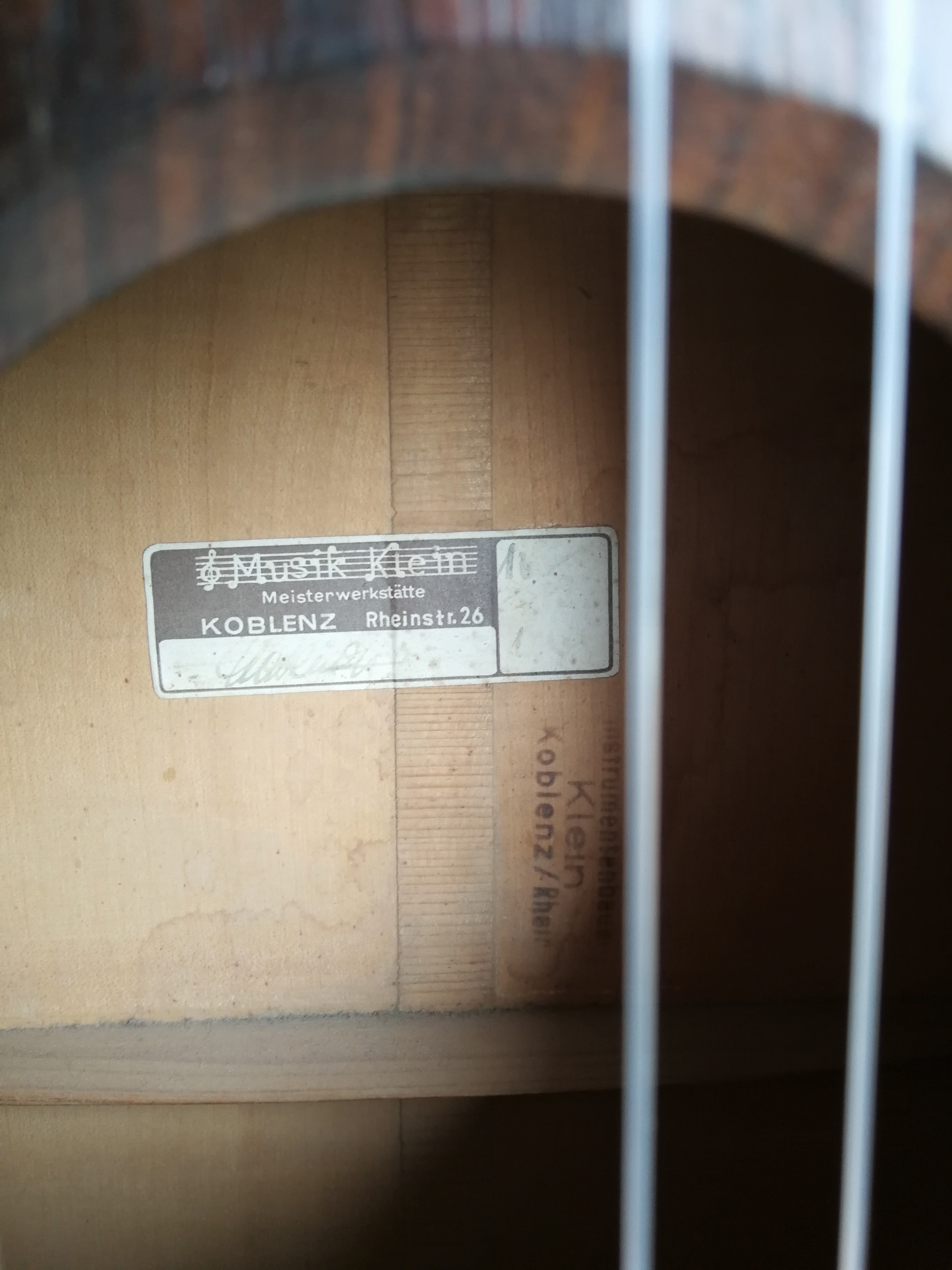
Firmenschild von Musik-Klein innen auf dem Boden einer Gitarre

Die Musik-Klein K.G. war eine deutsche Instrumentenbaufirma.
Die Firma wurde 1929 von dem Geigenbauer Max Klein in Schwäbisch Gmünd als selbständiger Betrieb gegründet. Im Jahr 1935 wurde der Firmensitz nach Koblenz in die Rheinstraße 26 verlegt. Ab 1950 wurde die Firma auf Gitarrenbau umgestellt. Zu den Besonderheiten der Werkstatt gehörte der Nachbau von historischen Lauten (Knickhalslauten), Gamben, Fiedeln und Mandolinen von herausragender Qualität.
1966 bezog man die Söhne Rolf und Jürgen Klein in die Firma ein, die seitdem die genannte Firmenbezeichnung trug.